# Dolmen a Raklev, Røsnæs
Dolmen a Raklev, Røsnæs és una pintura a l'oli sobre llenç de l'artista danès Johan Lundbye realitzada el 1839. Mostra els dòlmens a Raklev, a l'illa de Zelanda, en un vast paisatge. L'obra es troba en la col·lecció del Museu Thorvaldsen a la ciutat de Copenhaguen (Dinamarca). L'abril del 2016, la pintura Dolmen a Raklev, Røsnæs va ser seleccionada com una de les deu obres artístiques més importants de Dinamarca pel projecte Europeana.
Lundbye va pintar molts panorames de paisatge, especialment a Zelanda, on va créixer i on vivien els seus avis. També el Dolmen a Raklev és en un cert sentit un paisatge, si no fos perquè l'atenció està fortament absorbida pel dolmen que queda en el primer pla, ocupant quasi per complet la meitat esquerra i contrasta amb el paisatge marítim a l'altra meitat. L'addició d'aquest efecte li dona profunditat al treball afegint una certa monumentalitat.
L'obra de Lundbye es va inspirar inicialment en un dibuix de Caspar David Friedrich, un estudi pel seu Grafheuvel in de sneeuw, on es mostra un monticle amb una silueta de manera similar. Aquest dibuix va ser en aquell moment just quan va entrar en possessió de la corona danesa i Lundbye segurament va conèixer-ho. En termes de composició, està, tanmateix, influït principalment pels paisatgistes holandesos del segle xvii, en particular, Jan van Goyen amb Paisatge amb dos roures (1641), tenia un gravat que es troba en la Galeria Nacional de Dinamarca. També Rembrandt tenia un gravat amb els Tres arbres i Jacob Mosschers un paisatge muntanyós que li eren coneguts a Lundbye amb la mateixa forma de la imatge. El pintor, mitjançant la substitució dels arbres dels seus predecessors holandesos amb la tomba prehistòrica, va agregar el motiu d'una dimensió històrica i un simbolisme nacionalista que es referia a la història més antiga de Dinamarca.